# SM UB-24
SM UB-24 – niemiecki jednokadłubowy okręt podwodny typu UB II zbudowany w stoczni AG Weser, Bremie w roku 1915. Zwodowany 18 października 1915 roku, wszedł do służby w Kaiserliche Marine 18 listopada 1915 roku. W czasie swojej służby, SM UB-24.

## Budowa
Okręt SM UB-24 należał do typu UB-II, który był następcą typu UB I. Był średnim jednokadłubowym okrętem przeznaczonymi do działań przybrzeżnych, o prostej konstrukcji, długości 36,13 metrów, wyporności w zanurzeniu 263 BRT, zasięgu  6450 Mm przy prędkości 5 węzłów na powierzchni oraz 45 Mm przy prędkości 4 węzły w zanurzeniu. W typie II poprawiono i zmodernizowano wiele rozwiązań, które były uważane za wadliwe w typie I. Zwiększono moc silników, pojedynczy wał zastąpiono dwoma.

## Służba
Pierwszym dowódcą okrętu został 18 listopada 1916 roku mianowany Kurt Albrecht. Albrecht dowodził okrętem do 12 grudnia 1915 roku nie odnosząc żadnych sukcesów. Dalsze losy okrętu nie są znane. 
24 listopada 1918 roku UB-24 został poddany Francji. A w lipcu 1921 roku został zezłomowany w Breście.